# Nickel(II)-cyanid
Nickel(II)-cyanid ist eine giftige chemische Verbindung des Metalls Nickel und gehört zur Gruppe der Cyanide (Salze der Blausäure).

## Gewinnung und Darstellung

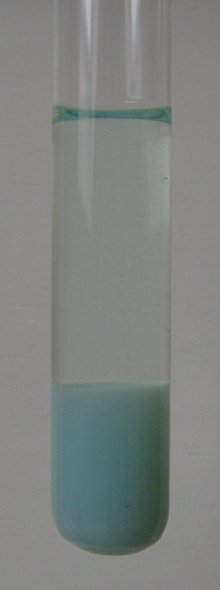
Fällung von Nickel(II)-cyanid aus einer Nickel(II)-sulfatlösung mit Kaliumcyanid

Nickel(II)-cyanid entsteht bei Zugabe von Kaliumcyanid zu Nickelsalzlösungen (z. B. Nickelsulfat) als grünlichweißer Niederschlag.
{\displaystyle \mathrm {Ni^{2+}+2\ CN^{-}\longrightarrow Ni(CN)_{2}\downarrow } }

Bei Überschuss von Kaliumcyanid entsteht das Komplexsalz Kaliumtetracyanonickelat(II) K2[Ni(CN)4]. 

## Verwendung
Nickel(II)-cyanid wird in der Metallurgie und Galvanoplastik (zum Vernickeln) verwendet.

## Sicherheitshinweise
Wie viele Nickelverbindungen wird Nickelcyanid als giftig und krebserzeugend eingestuft.

## Externe Links zu erwähnten Verbindungen
1. ↑  Externe Identifikatoren von bzw. Datenbank-Links zu Kaliumtetracyanonickelat(II):  CAS-Nr.: 339527-86-5, PubChem: 16212683, ChemSpider: 176169, Wikidata: Q27290183.